# Thraupis

O gênero Thraupis abrange pássaros traupídeos de médio porte, reunindo nove espécies de pássaros comumente conhecidos por sanhaçus ou sanhaços, que ocorrem quase que exclusivamente na América Latina e na América Central.
A maioria habita florestas semiabertas de clima úmido temperado, sendo que alguns podem ser encontrados em campos de cultivo, jardins e ambientes arborizados. Vivem em casais ou em bandos que podem passar dos cinquenta indivíduos.
Se alimentam principalmente de frutos, néctar, aracnídeos de pequeno porte e insetos, muitas vezes capturados em pleno voo.
Apresentam cores variadas geralmente entre o azul-acinzentado e o esverdeado, com diferentes tonalidades no encontro das asas. A fêmea põe em média três ovos, a maioria de coloração creme com manchas marrons. A incubação leva em torno de 15 dias na maioria dos casos, sendo que os filhotes saem do ninho logo que completam cerca de 15-20 dias.

## Espécies
- Thraupis abbas
- Thraupis bonariensis
- Thraupis cyanocephala
- Thraupis cyanoptera
- Thraupis episcopus
- Thraupis glaucocolpa
- Thraupis ornata
- Thraupis palmarum
- Thraupis sayaca

## Galeria

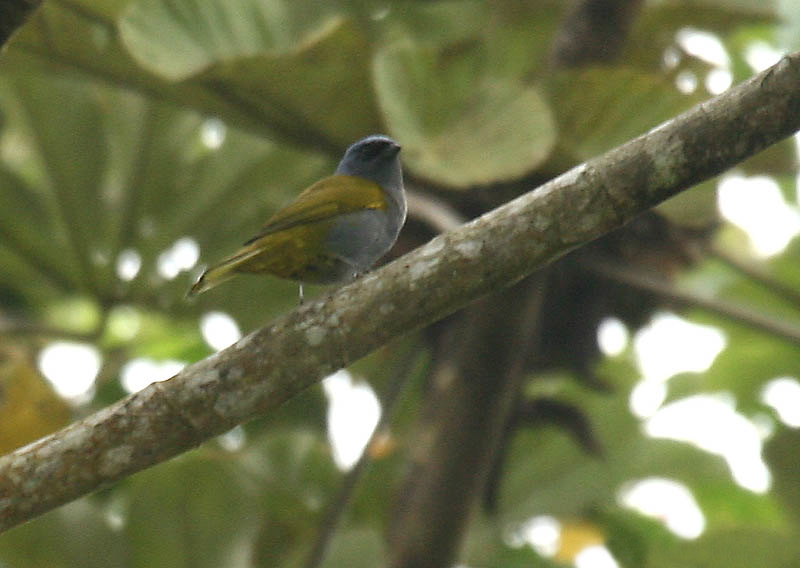
Sanhaço-oliváceo